# Sântandrei, Bihor
Sântandrei este satul de reședință al comunei cu același nume din județul Bihor, Crișana, România.

## Vezi și
- Biserica greco-catolică Sfinții Arhangheli Mihail și Gavril din Sântandrei

## Imagini

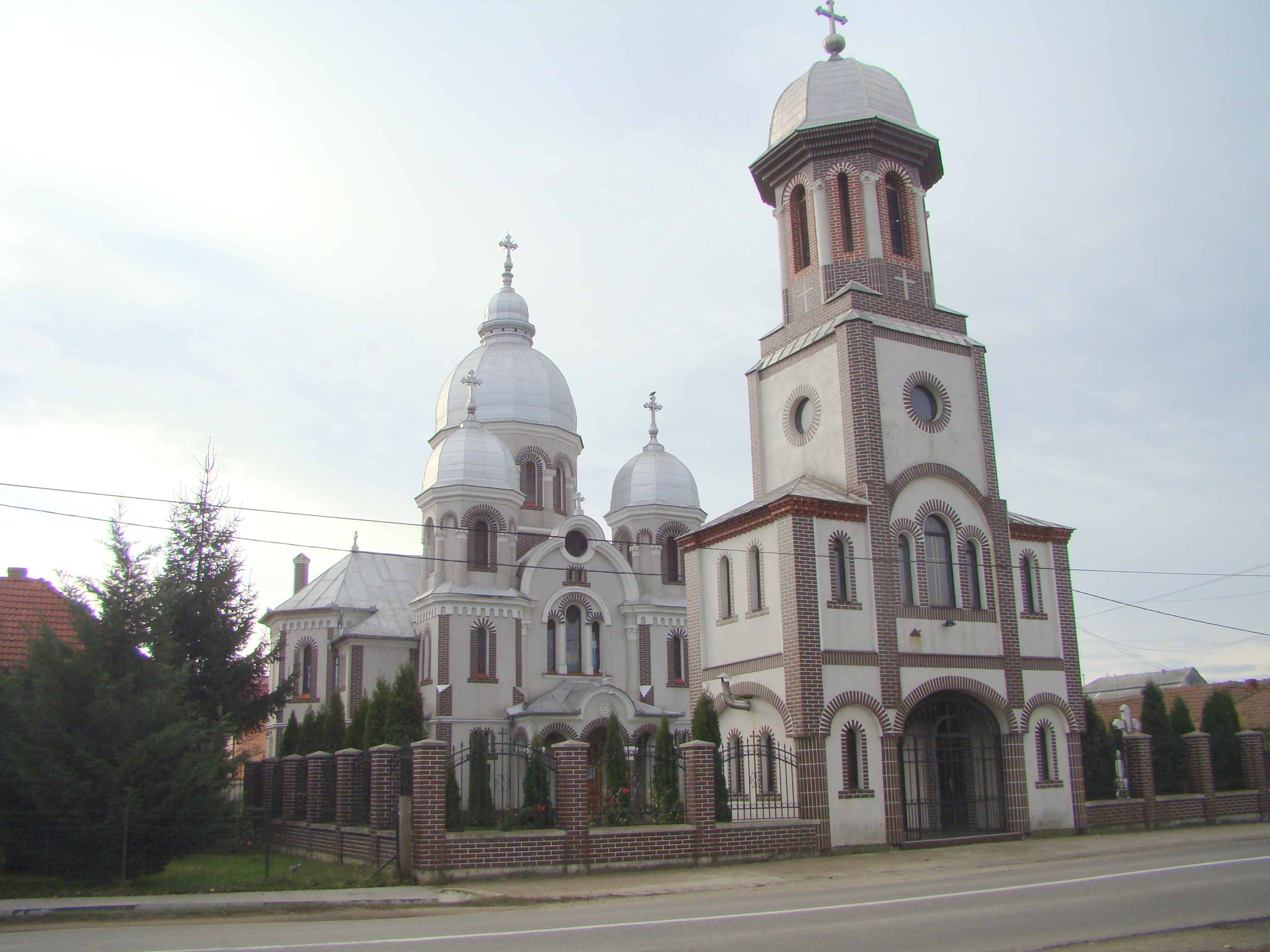
Biserica ortodoxă „Sfântul Mare Mucenic Gheorghe” (1936)
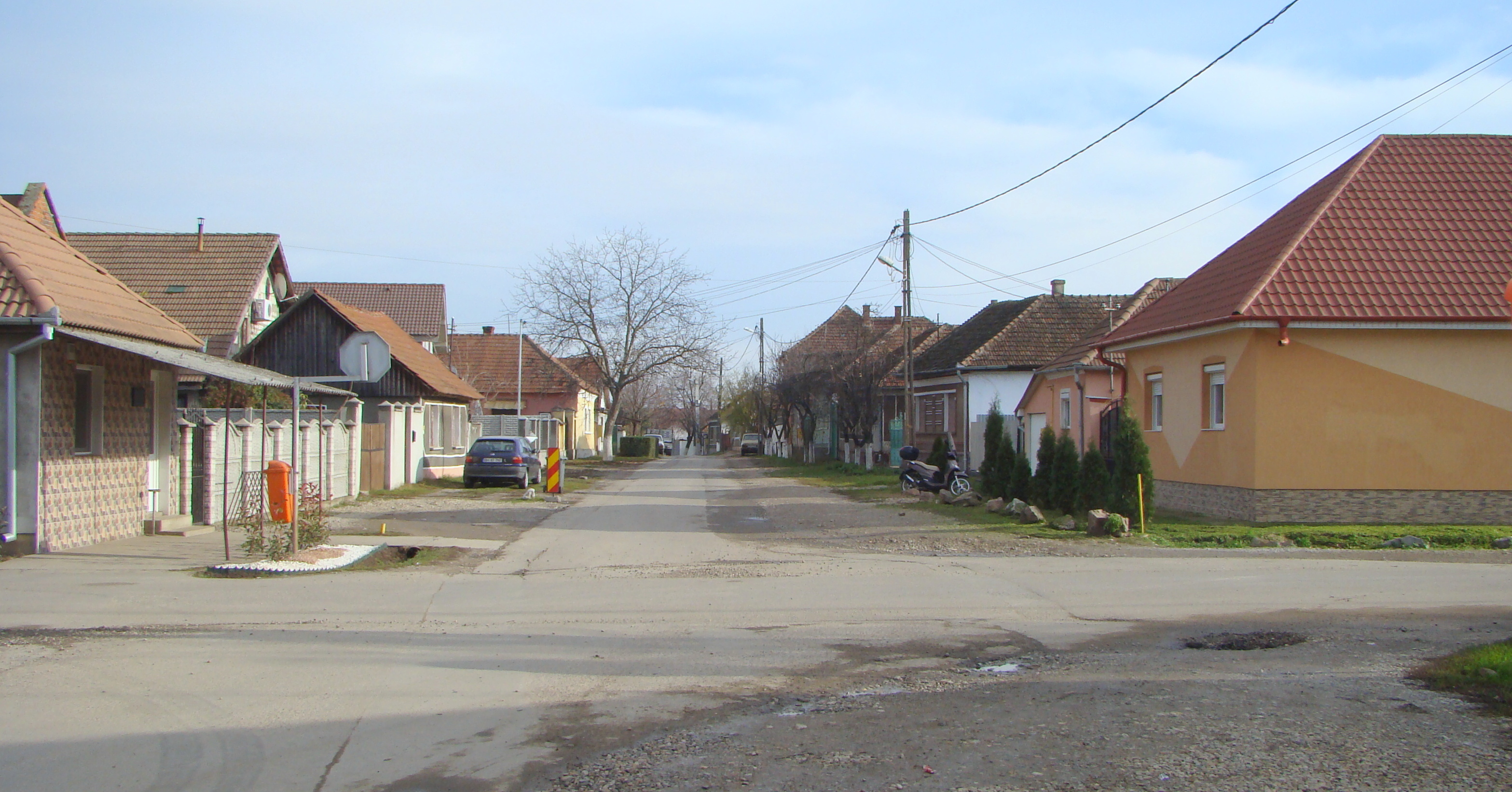
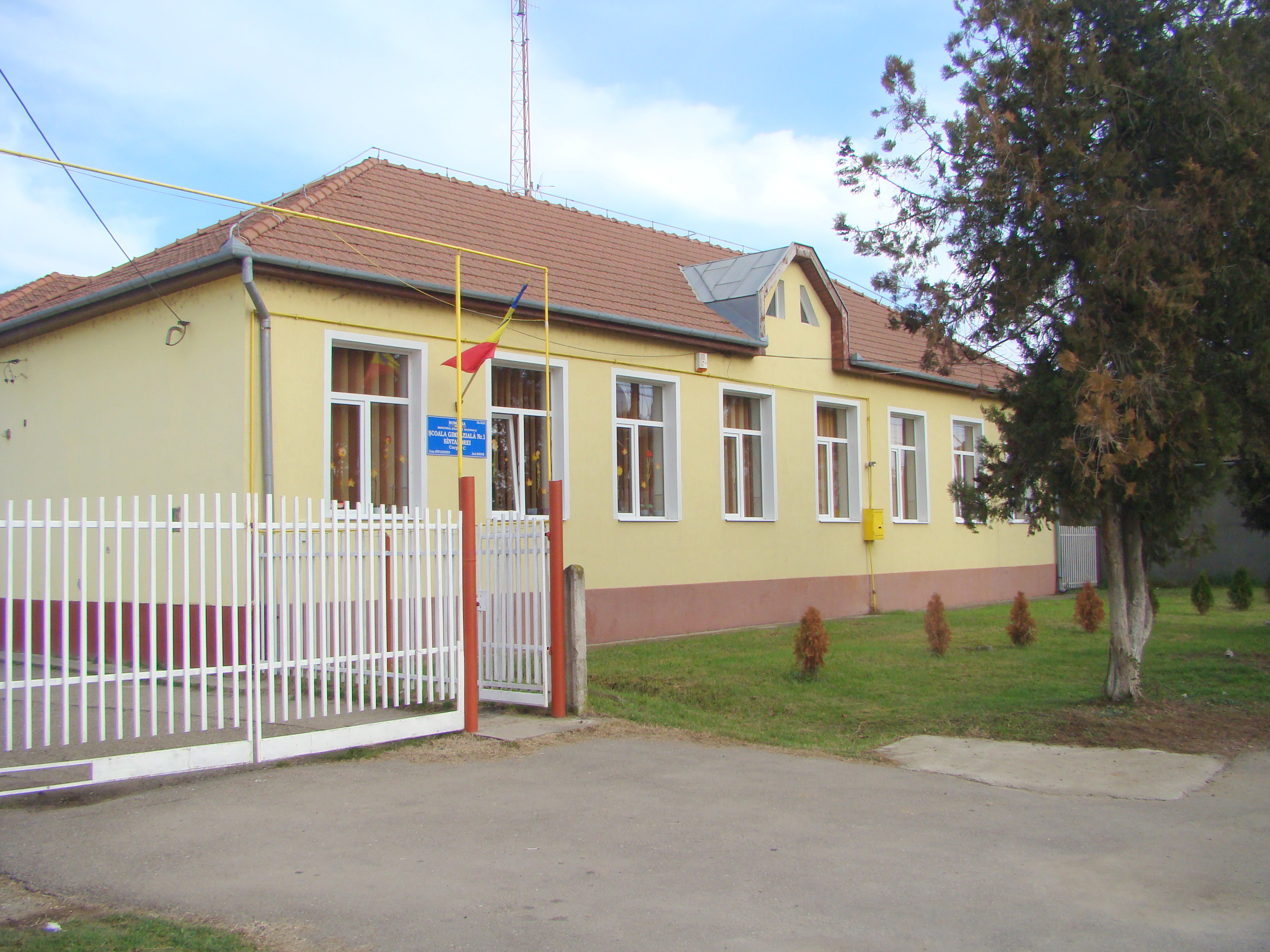
Școala
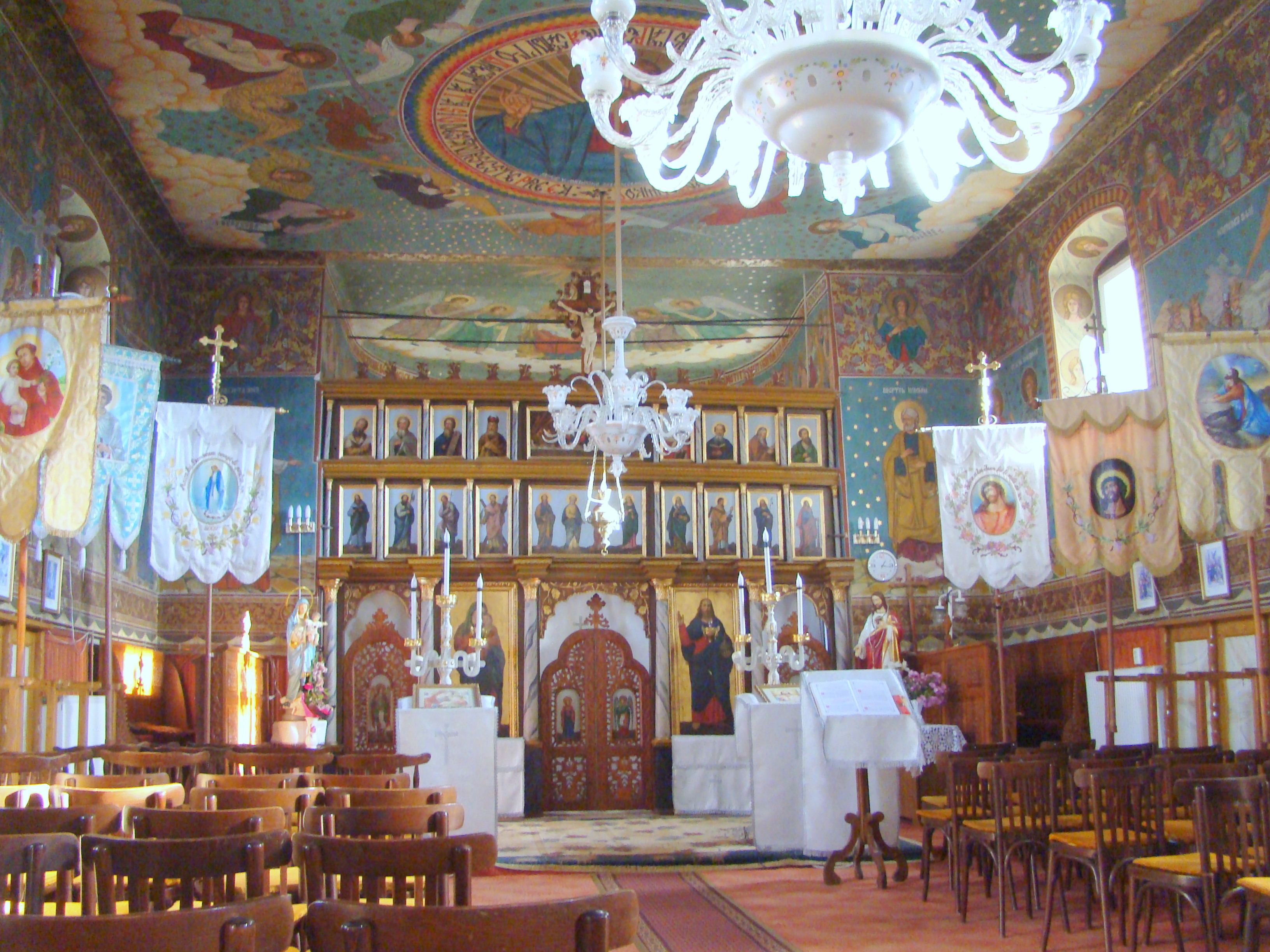
Biserica greco-catolică „Sfinții Arhangheli Mihail și Gavriil” (monument istoric)